# R136a3
R136a3是位於大麥哲倫星雲蜘蛛星雲中R136星團中的一顆沃爾夫-拉葉星。
R136a3位於已知質量最大、亮度最高的恆星R136a1附近。R136a3本身是已知的質量最大、亮度最高的恆星之一，質量約為太陽的179倍，亮度約為太陽的500萬倍。